# Trois Jours de La Panne féminin 2019
La 2e édition des Trois Jours de La Panne féminin (officiellement Lotto Women Classic Brugge-De Panne) a lieu le 28 mars 2019. C'est la quatrième manche de l'UCI World Tour féminin. Elle est remportée par la Néerlandaise Kirsten Wild.

## Équipes
| Équipes féminines professionnelles (20)- Alé Cipollini - Astana Women's - Bigla - Boels Dolmans - BTC City Ljubljana - Canyon-SRAM Racing - CCC-Liv - Doltcini-Van Eyck Sport - FDJ-Nouvelle Aquitaine-Futuroscope - Health Mate-Ladies Team - Lotto Soudal Ladies - Mitchelton-Scott - Movistar Team - Parkhotel Valkenburg-Destil - Sunweb Women - Tibco-Silicon Valley Bank - Trek-Segafredo - Valcar Cylance - Virtu Cycling Women - WNT-Rotor Pro Cycling |
| |

## Parcours
Le parcours démarre de Bruges et termine à La Panne. Il reste dans une zone très proche de la côte et est donc quasiment parfaitement plat. Il se conclut par deux boucles longues de 17,7 km autour de La Panne et Coxyde.

## Favorites
La vainqueur sortante Jolien D'Hoore est toujours convalescente après sa fracture de la clavicule. Amalie Dideriksen est la meilleure chance de l'équipe Boels Dolmans en cas de sprint. La leader du classement World Tour Marta Bastianelli est bien-sûr à surveiller, tout comme Marianne Vos qui vient de gagner le Trofeo Alfredo Binda-Comune di Cittiglio. L'Australienne Chloe Hosking affecte également ce genre de course, tout comme Lotta Lepistö . Les autres outsiders sont : Leah Kirchmann, Kendall Ryan, Kirsten Wild et Arlenis Sierra.

## Récit de la course
Fait rare sur la côte en cette saison, il n'y a quasiment pas de vent. Ces conditions ne favorisent pas les échappées. On compte malgré tout : Anja Longyka, Sheyla Gutierrez, Chantal Hoffmann, Hayley Simmonds, Loes Adegeest et Daniela Reis qui tentent leur chance. Le peloton ne laisse cependant pas partir. Séverine Eraud est celle qui reste le plus longtemps en tête avec une attaque à cinquante-six kilomètres de l'arrivée. Elle n'est reprise que douze kilomètres plus loin. La course est ponctuée de nombreuses chutes. Sur le circuit urbain, à trente-trois kilomètres de la ligne, Sofia Bertizzolo sort. Elle a jusqu'à vingt-deux secondes d'avance. Elle est revue à vingt-deux kilomètres du but. À huit kilomètres de la ligne, c'est Amy Pieters et Amanda Spratt qui passent à l'offensive. Elles sont prises en chasse par Elisa Longo Borghini. L'inévitable sprint a lieu. Christine Majerus fait le poisson pilote pour Amalie Dideriksen qui lance son sprint de loin. Kirsten Wild, revenue du milieu du peloton, et Lorena Wiebes la remonte. Lotte Kopecky manque de peu la deuxième place tandis que Kirsten Wild s'impose,.

## Classements

### Classement final
| \| Classement général \| Classement général \| Classement général \| Classement général \| Classement général \| \| Coureuse \| Coureuse \| Pays \| Équipe \| Temps \| \| ------------------ \| ------------------ \| ------------------ \| ---------------------------------- \| ------------------ \| \| 1re \| Kirsten Wild \| Pays-Bas \| WNT-Rotor Pro Cycling \| 3 h 13 min 07 s \| \| 2e \| Lorena Wiebes \| Pays-Bas \| Parkhotel Valkenburg \| + 0 s \| \| 3e \| Lotte Kopecky \| Belgique \| Lotto Soudal Ladies \| + 0 s \| \| 4e \| Lotta Lepistö \| Finlande \| Trek-Segafredo \| + 0 s \| \| 5e \| Susanne Andersen \| Norvège \| Sunweb \| + 0 s \| \| 6e \| Elisa Balsamo \| Italie \| Valcar Cylance \| + 0 s \| \| 7e \| Marta Bastianelli \| Italie \| Virtu Cycling Women \| + 0 s \| \| 8e \| Emilia Fahlin \| Suède \| FDJ-Nouvelle Aquitaine-Futuroscope \| + 0 s \| \| 9e \| Arlenis Sierra \| Cuba \| Astana Women's Team \| + 0 s \| \| 10e \| Marianne Vos \| Pays-Bas \| CCC-Liv \| + 0 s \| |                   |          |                                    |                 |
| |                   |          |                                    |                 |
| Source : ProCyclingStats |                   |          |                                    |                 |
| Classement général |                   |          |                                    |                 |
| Coureuse | Coureuse          | Pays     | Équipe                             | Temps           |
| 1re | Kirsten Wild      | Pays-Bas | WNT-Rotor Pro Cycling              | 3 h 13 min 07 s |
| 2e | Lorena Wiebes     | Pays-Bas | Parkhotel Valkenburg               | + 0 s           |
| 3e | Lotte Kopecky     | Belgique | Lotto Soudal Ladies                | + 0 s           |
| 4e | Lotta Lepistö     | Finlande | Trek-Segafredo                     | + 0 s           |
| 5e | Susanne Andersen  | Norvège  | Sunweb                             | + 0 s           |
| 6e | Elisa Balsamo     | Italie   | Valcar Cylance                     | + 0 s           |
| 7e | Marta Bastianelli | Italie   | Virtu Cycling Women                | + 0 s           |
| 8e | Emilia Fahlin     | Suède    | FDJ-Nouvelle Aquitaine-Futuroscope | + 0 s           |
| 9e | Arlenis Sierra    | Cuba     | Astana Women's Team                | + 0 s           |
| 10e | Marianne Vos      | Pays-Bas | CCC-Liv                            | + 0 s           |

### UCI World Tour

#### Points attribués
| Position           | 1er | 2e  | 3e  | 4e  | 5e | 6e | 7e | 8e | 9e | 10e | 11e | 12e | 13e | 14e | 15e | 16e à 30e | 31e à 40e |
| Classement général | 200 | 150 | 125 | 100 | 85 | 70 | 60 | 50 | 40 | 35  | 30  | 25  | 20  | 15  | 10  | 5         | 3         |

| Classement par points | Classement par points | Classement par points | Classement par points | Classement par points |
| Coureuse              | Coureuse              | Pays                  | Équipe                | Points                |
| --------------------- | --------------------- | --------------------- | --------------------- | --------------------- |
| 1re                   | Marta Bastianelli     | Italie                | Virtu Cycling Women   | 360 pts               |
| 2e                    | Marianne Vos          | Pays-Bas              | CCC-Liv               | 325 pts               |
| 3e                    | Kirsten Wild          | Pays-Bas              | WNT-Rotor Pro Cycling | 250 pts               |
| 4e                    | Chantal Blaak         | Pays-Bas              | Boels Dolmans         | 215 pts               |
| 5e                    | Lotte Kopecky         | Belgique              | Lotto Soudal Ladies   | 210 pts               |
| 6e                    | Cecilie Uttrup Ludwig | Danemark              | Bigla                 | 210 pts               |
| 7e                    | Annemiek van Vleuten  | Pays-Bas              | Mitchelton-Scott      | 200 pts               |
| 8e                    | Katarzyna Niewiadoma  | Pologne               | Canyon-SRAM Racing    | 195 pts               |
| 9e                    | Lorena Wiebes         | Pays-Bas              | Parkhotel Valkenburg  | 150 pts               |
| 10e                   | Amanda Spratt         | Australie             | Mitchelton-Scott      | 150 pts               |

| Classement par points | Classement par points | Classement par points | Classement par points | Classement par points |
| Coureuse              | Coureuse              | Pays                  | Équipe                | Points                |
| --------------------- | --------------------- | --------------------- | --------------------- | --------------------- |
| 1re                   | Marta Bastianelli     | Italie                | Virtu Cycling Women   | 360 pts               |
| 2e                    | Marianne Vos          | Pays-Bas              | CCC-Liv               | 325 pts               |
| 3e                    | Kirsten Wild          | Pays-Bas              | WNT-Rotor Pro Cycling | 250 pts               |
| 4e                    | Chantal Blaak         | Pays-Bas              | Boels Dolmans         | 215 pts               |
| 5e                    | Lotte Kopecky         | Belgique              | Lotto Soudal Ladies   | 210 pts               |
| 6e                    | Cecilie Uttrup Ludwig | Danemark              | Bigla                 | 210 pts               |
| 7e                    | Annemiek van Vleuten  | Pays-Bas              | Mitchelton-Scott      | 200 pts               |
| 8e                    | Katarzyna Niewiadoma  | Pologne               | Canyon-SRAM Racing    | 195 pts               |
| 9e                    | Lorena Wiebes         | Pays-Bas              | Parkhotel Valkenburg  | 150 pts               |
| 10e                   | Amanda Spratt         | Australie             | Mitchelton-Scott      | 150 pts               |

| Classement du meilleur jeune | Classement du meilleur jeune | Classement du meilleur jeune | Classement du meilleur jeune       | Classement du meilleur jeune |
| Coureuse                     | Coureuse                     | Pays                         | Équipe                             | Points                       |
| ---------------------------- | ---------------------------- | ---------------------------- | ---------------------------------- | ---------------------------- |
| 1re                          | Sofia Bertizzolo             | Italie                       | Virtu Cycling Women                | 10 pts                       |
| 2e                           | Marta Cavalli                | Italie                       | Valcar Cylance                     | 8 pts                        |
| 3e                           | Lorena Wiebes                | Pays-Bas                     | Parkhotel Valkenburg               | 6 pts                        |
| 4e                           | Évita Muzic                  | France                       | FDJ-Nouvelle Aquitaine-Futuroscope | 6 pts                        |
| 5e                           | Susanne Andersen             | Norvège                      | Sunweb                             | 4 pts                        |
| 6e                           | Amber van der Hulst          | Pays-Bas                     | Jan van Arckel                     | 4 pts                        |
| 7e                           | Liane Lippert                | Allemagne                    | Sunweb                             | 4 pts                        |
| 8e                           | Elisa Balsamo                | Italie                       | Valcar Cylance                     | 2 pts                        |
| 9e                           | Katia Ragusa                 | Italie                       | Bepink                             | 2 pts                        |
| 10e                          | Ella Harris                  | Nouvelle-Zélande             | Canyon-SRAM Racing                 | 2 pts                        |

| Classement du meilleur jeune | Classement du meilleur jeune | Classement du meilleur jeune | Classement du meilleur jeune       | Classement du meilleur jeune |
| Coureuse                     | Coureuse                     | Pays                         | Équipe                             | Points                       |
| ---------------------------- | ---------------------------- | ---------------------------- | ---------------------------------- | ---------------------------- |
| 1re                          | Sofia Bertizzolo             | Italie                       | Virtu Cycling Women                | 10 pts                       |
| 2e                           | Marta Cavalli                | Italie                       | Valcar Cylance                     | 8 pts                        |
| 3e                           | Lorena Wiebes                | Pays-Bas                     | Parkhotel Valkenburg               | 6 pts                        |
| 4e                           | Évita Muzic                  | France                       | FDJ-Nouvelle Aquitaine-Futuroscope | 6 pts                        |
| 5e                           | Susanne Andersen             | Norvège                      | Sunweb                             | 4 pts                        |
| 6e                           | Amber van der Hulst          | Pays-Bas                     | Jan van Arckel                     | 4 pts                        |
| 7e                           | Liane Lippert                | Allemagne                    | Sunweb                             | 4 pts                        |
| 8e                           | Elisa Balsamo                | Italie                       | Valcar Cylance                     | 2 pts                        |
| 9e                           | Katia Ragusa                 | Italie                       | Bepink                             | 2 pts                        |
| 10e                          | Ella Harris                  | Nouvelle-Zélande             | Canyon-SRAM Racing                 | 2 pts                        |

| Classement par équipes aux points | Classement par équipes aux points | Classement par équipes aux points | Classement par équipes aux points |
| Équipe                            | Équipe                            | Pays                              | Points                            |
| --------------------------------- | --------------------------------- | --------------------------------- | --------------------------------- |
| 1re                               | Boels Dolmans                     | Pays-Bas                          | 634 pts                           |
| 2e                                | CCC-Liv                           | Pays-Bas                          | 430 pts                           |
| 3e                                | Virtu Cycling Women               | Danemark                          | 398 pts                           |
| 4e                                | Mitchelton-Scott                  | Australie                         | 381 pts                           |
| 5e                                | Canyon-SRAM Racing                | Allemagne                         | 344 pts                           |
| 6e                                | WNT-Rotor Pro Cycling             | Allemagne                         | 311 pts                           |
| 7e                                | Sunweb Women                      | Pays-Bas                          | 294 pts                           |
| 8e                                | Trek-Segafredo                    | États-Unis                        | 284 pts                           |
| 9e                                | Bigla                             | Danemark                          | 263 pts                           |
| 10e                               | Lotto Soudal Ladies               | Belgique                          | 227 pts                           |

| Classement par équipes aux points | Classement par équipes aux points | Classement par équipes aux points | Classement par équipes aux points |
| Équipe                            | Équipe                            | Pays                              | Points                            |
| --------------------------------- | --------------------------------- | --------------------------------- | --------------------------------- |
| 1re                               | Boels Dolmans                     | Pays-Bas                          | 634 pts                           |
| 2e                                | CCC-Liv                           | Pays-Bas                          | 430 pts                           |
| 3e                                | Virtu Cycling Women               | Danemark                          | 398 pts                           |
| 4e                                | Mitchelton-Scott                  | Australie                         | 381 pts                           |
| 5e                                | Canyon-SRAM Racing                | Allemagne                         | 344 pts                           |
| 6e                                | WNT-Rotor Pro Cycling             | Allemagne                         | 311 pts                           |
| 7e                                | Sunweb Women                      | Pays-Bas                          | 294 pts                           |
| 8e                                | Trek-Segafredo                    | États-Unis                        | 284 pts                           |
| 9e                                | Bigla                             | Danemark                          | 263 pts                           |
| 10e                               | Lotto Soudal Ladies               | Belgique                          | 227 pts                           |

## Liste des participantes
| Légende | Légende                                                                    | Légende | Légende                                                    |
| ------- | -------------------------------------------------------------------------- | ------- | ---------------------------------------------------------- |
| Num     | Dossard de départ porté par le coureur sur ces Trois Jours de la Panne     | Pos     | Position à l'arrivée de la course                          |
|         | Indique un maillot de champion national ou mondial, suivi de sa spécialité | NP      | Indique un coureur qui n'a pas pris le départ de la course |
| AB      | Indique un coureur qui n'a pas terminé la course                           | HD      | Indique un coureur qui a terminé la course hors des délais |

| Boels Dolmans DLT | Boels Dolmans DLT               | Boels Dolmans DLT |
| ----------------- | ------------------------------- | ----------------- |
| Num               | Coureuse                        | Pos               |
| 1                 | Amy Pieters (NED)               | 28e               |
| 2                 | Jip van den Bos (NED)           | 46e               |
| 3                 | Eva Buurman (NED)               | 47e               |
| 4                 | Amalie Dideriksen (DEN) (route) | 16e               |
| 5                 | Christine Majerus (LUX) (route) | 25e               |
| 6                 | Skylar Schneider (USA)          | 75e               |

| Lotto Soudal Ladies LSL | Lotto Soudal Ladies LSL    | Lotto Soudal Ladies LSL |
| ----------------------- | -------------------------- | ----------------------- |
| Num                     | Coureuse                   | Pos                     |
| 11                      | Annelies Dom (BEL) (route) | 33e                     |
| 12                      | Kelly Van den Steen (BEL)  | 32e                     |
| 13                      | Alana Castrique (BEL)      | 61e                     |
| 14                      | Chantal Hoffmann (LUX)     | 91e                     |
| 15                      | Lotte Kopecky (BEL)        | 3e                      |
| 16                      | Nguyễn Thị Thật (VIE)      | 31e                     |

| Alé Cipollini ALE | Alé Cipollini ALE             | Alé Cipollini ALE |
| ----------------- | ----------------------------- | ----------------- |
| Num               | Coureuse                      | Pos               |
| 21                | Jelena Erić (SRB)             | 96e               |
| 22                | Chloe Hosking (AUS)           | 14e               |
| 23                | Diana Peñuela (COL)           | 62e               |
| 24                | Romy Kasper (GER)             | 86e               |
| 25                | Anna Trevisi (ITA)            | 55e               |
| 26                | Marjolein van 't Geloof (NED) | 40e               |

| Astana Women's Team ASA | Astana Women's Team ASA      | Astana Women's Team ASA |
| ----------------------- | ---------------------------- | ----------------------- |
| Num                     | Coureuse                     | Pos                     |
| 31                      | Amiliya Iskakova (KAZ)       | 104e                    |
| 32                      | Olga Shekel (UKR) (route)    | 56e                     |
| 33                      | Jeidy Pradera (CUB)          | 107e                    |
| 34                      | Natalya Saifutdinova (KAZ)   | 74e                     |
| 35                      | Lizbeth Salazar (MEX)        | 36e                     |
| 36                      | Arlenis Sierra (CUB) (route) | 9e                      |

| Bigla BIG | Bigla BIG                     | Bigla BIG |
| --------- | ----------------------------- | --------- |
| Num       | Coureuse                      | Pos       |
| 41        | Elizabeth Banks (GBR)         | AB        |
| 42        | Nicole Hanselmann (SUI)       | 65e       |
| 43        | Martina Alzini (ITA)          | 102e      |
| 44        | Julie Norman Leth (DEN)       | 12e       |
| 45        | Maria Vittoria Sperotto (ITA) | 27e       |

| BTC City Ljubljana BTC | BTC City Ljubljana BTC   | BTC City Ljubljana BTC |
| ---------------------- | ------------------------ | ---------------------- |
| Num                    | Coureuse                 | Pos                    |
| 51                     | Maaike Boogaard (NED)    | 83e                    |
| 52                     | Anja Longyka (SLO)       | AB                     |
| 53                     | Anastasia Chursina (RUS) | 41e                    |
| 54                     | Hayley Simmonds (GBR)    | 105e                   |
| 55                     | Mia Radotić (CRO)        | 30e                    |
| 56                     | Monique van de Ree (NED) | 64e                    |

| Canyon-SRAM Racing CSR | Canyon-SRAM Racing CSR | Canyon-SRAM Racing CSR |
| ---------------------- | ---------------------- | ---------------------- |
| Num                    | Coureuse               | Pos                    |
| 61                     | Alice Barnes (GBR)     | 94e                    |
| 62                     | Tiffany Cromwell (AUS) | 18e                    |
| 63                     | Tanja Erath (GER)      | 110e                   |
| 64                     | Lisa Klein (GER)       | 15e                    |
| 65                     | Rotem Gafinovitz (ISR) | 108e                   |
| 66                     | Alexis Magner (USA)    | 97e                    |

| CCC-Liv CCC | CCC-Liv CCC                    | CCC-Liv CCC |
| ----------- | ------------------------------ | ----------- |
| Num         | Coureuse                       | Pos         |
| 71          | Marianne Vos (NED)             | 10e         |
| 72          | Valerie Demey (BEL)            | 53e         |
| 73          | Evy Kuijpers (NED)             | 101e        |
| 74          | Marta Lach (POL)               | 103e        |
| 75          | Agnieszka Skalniak-Sójka (POL) | 48e         |

| Doltcini-Van Eyck Sport DVE | Doltcini-Van Eyck Sport DVE     | Doltcini-Van Eyck Sport DVE |
| --------------------------- | ------------------------------- | --------------------------- |
| Num                         | Coureuse                        | Pos                         |
| 81                          | Daniela Reis (POR) (route)      | 43e                         |
| 82                          | Pascale Jeuland-Tranchant (FRA) | 29e                         |

| Sans équipe ___ | Sans équipe ___    | Sans équipe ___ |
| --------------- | ------------------ | --------------- |
| Num             | Coureuse           | Pos             |
| 83              | Kelly Markus (NED) | 50e             |

| Doltcini-Van Eyck Sport DVE | Doltcini-Van Eyck Sport DVE | Doltcini-Van Eyck Sport DVE |
| --------------------------- | --------------------------- | --------------------------- |
| Num                         | Coureuse                    | Pos                         |
| 84                          | Victoire Berteau (FRA)      | 87e                         |
| 85                          | Saartje Vandenbroucke (BEL) | 89e                         |
| 86                          | Séverine Eraud (FRA)        | AB                          |

| FDJ-Nouvelle Aquitaine-Futuroscope FDJ | FDJ-Nouvelle Aquitaine-Futuroscope FDJ | FDJ-Nouvelle Aquitaine-Futuroscope FDJ |
| -------------------------------------- | -------------------------------------- | -------------------------------------- |
| Num                                    | Coureuse                               | Pos                                    |
| 91                                     | Charlotte Becker (GER)                 | 54e                                    |
| 92                                     | Charlotte Bravard (FRA)                | 57e                                    |
| 93                                     | Coralie Demay (FRA)                    | 72e                                    |
| 94                                     | Emilia Fahlin (SWE) (route)            | 8e                                     |
| 95                                     | Lauren Kitchen (AUS)                   | 44e                                    |
| 96                                     | Greta Richioud (FRA)                   | 51e                                    |

| Health Mate-Ladies Team HMT | Health Mate-Ladies Team HMT   | Health Mate-Ladies Team HMT |
| --------------------------- | ----------------------------- | --------------------------- |
| Num                         | Coureuse                      | Pos                         |
| 101                         | Sara Mustonen (SWE)           | 49e                         |
| 102                         | Christina Schweinberger (AUT) | 93e                         |
| 103                         | Kathrin Schweinberger (AUT)   | 21e                         |
| 104                         | Laura Süßemilch (GER)         | 70e                         |
| 105                         | Kirstie van Haaften (NED)     | 85e                         |
| 106                         | Kylie Waterreus (NED)         | 67e                         |

| Mitchelton-Scott MTS | Mitchelton-Scott MTS  | Mitchelton-Scott MTS |
| -------------------- | --------------------- | -------------------- |
| Num                  | Coureuse              | Pos                  |
| 111                  | Jessica Allen (AUS)   | 99e                  |
| 112                  | Gracie Elvin (AUS)    | 52e                  |
| 113                  | Grace Brown (AUS)     | 112e                 |
| 114                  | Sarah Roy (AUS)       | 23e                  |
| 115                  | Amanda Spratt (AUS)   | 98e                  |
| 116                  | Moniek Tenniglo (NED) | 80e                  |

| Movistar Team MOV | Movistar Team MOV      | Movistar Team MOV |
| ----------------- | ---------------------- | ----------------- |
| Num               | Coureuse               | Pos               |
| 121               | Paula Patiño (COL)     | 92e               |
| 122               | Roxane Fournier (FRA)  | 11e               |
| 123               | Sheyla Gutiérrez (ESP) | 77e               |
| 124               | Gloria Rodríguez (ESP) | 76e               |
| 125               | Lourdes Oyarbide (ESP) | 106e              |
| 126               | Alba Teruel (ESP)      | 66e               |

| Parkhotel Valkenburg PHV | Parkhotel Valkenburg PHV  | Parkhotel Valkenburg PHV |
| ------------------------ | ------------------------- | ------------------------ |
| Num                      | Coureuse                  | Pos                      |
| 131                      | Roxane Knetemann (NED)    | 68e                      |
| 132                      | Sofie De Vuyst (BEL)      | 63e                      |
| 133                      | Sylvie Swinkels (NED)     | 109e                     |
| 134                      | Loes Adegeest (NED)       | AB                       |
| 135                      | Janine van der Meer (NED) | 42e                      |
| 136                      | Lorena Wiebes (NED)       | 2e                       |

| Sunweb SUN | Sunweb SUN               | Sunweb SUN |
| ---------- | ------------------------ | ---------- |
| Num        | Coureuse                 | Pos        |
| 141        | Susanne Andersen (NOR)   | 5e         |
| 142        | Lucinda Brand (NED)      | AB         |
| 143        | Leah Kirchmann (CAN)     | 26e        |
| 144        | Floortje Mackaij (NED)   | AB         |
| 145        | Pernille Mathiesen (DEN) | 111e       |
| 146        | Julia Soek (NED)         | 84e        |

| Tibco-Silicon Valley Bank TIB | Tibco-Silicon Valley Bank TIB | Tibco-Silicon Valley Bank TIB |
| ----------------------------- | ----------------------------- | ----------------------------- |
| Num                           | Coureuse                      | Pos                           |
| 151                           | Brodie Chapman (AUS)          | 45e                           |
| 152                           | Lauren Stephens (USA)         | 90e                           |
| 153                           | Alison Jackson (CAN)          | 19e                           |
| 154                           | Nina Kessler (NED)            | 17e                           |
| 155                           | Kendall Ryan (USA)            | 22e                           |
| 156                           | Rozanne Slik (NED)            | 60e                           |

| Virtu Cycling Women TVC | Virtu Cycling Women TVC         | Virtu Cycling Women TVC |
| ----------------------- | ------------------------------- | ----------------------- |
| Num                     | Coureuse                        | Pos                     |
| 161                     | Marta Bastianelli (ITA) (route) | 7e                      |
| 162                     | Sofia Bertizzolo (ITA)          | 73e                     |
| 163                     | Barbara Guarischi (ITA)         | 38e                     |
| 164                     | Mieke Kröger (GER)              | 95e                     |
| 165                     | Christina Siggaard (DEN)        | 35e                     |
| 166                     | Katarzyna Pawłowska (POL)       | 69e                     |

| Valcar Cylance VAL | Valcar Cylance VAL              | Valcar Cylance VAL |
| ------------------ | ------------------------------- | ------------------ |
| Num                | Coureuse                        | Pos                |
| 171                | Elisa Balsamo (ITA)             | 6e                 |
| 172                | Marta Cavalli (ITA) (route)     | 13e                |
| 173                | Maria Giulia Confalonieri (ITA) | 20e                |
| 174                | Silvia Persico (ITA)            | 71e                |
| 175                | Silvia Pollicini (ITA)          | 59e                |
| 176                | Ilaria Sanguineti (ITA)         | 24e                |

| Trek-Segafredo TFS | Trek-Segafredo TFS          | Trek-Segafredo TFS |
| ------------------ | --------------------------- | ------------------ |
| Num                | Coureuse                    | Pos                |
| 181                | Lauretta Hanson (AUS)       | 81e                |
| 182                | Lotta Lepistö (FIN) (route) | 4e                 |
| 183                | Letizia Paternoster (ITA)   | 37e                |
| 184                | Ellen van Dijk (NED)        | 58e                |
| 185                | Elisa Longo Borghini (ITA)  | 82e                |
| 186                | Trixi Worrack (GER)         | 100e               |

| WNT-Rotor Pro Cycling WNT | WNT-Rotor Pro Cycling WNT     | WNT-Rotor Pro Cycling WNT |
| ------------------------- | ----------------------------- | ------------------------- |
| Num                       | Coureuse                      | Pos                       |
| 191                       | Lisa Brennauer (GER)          | 34e                       |
| 192                       | Claudia Koster (NED)          | 39e                       |
| 193                       | Gabrielle Pilote Fortin (CAN) | 88e                       |
| 194                       | Sarah Rijkes (AUT)            | 79e                       |
| 195                       | Lea Lin Teutenberg (GER)      | 78e                       |
| 196                       | Kirsten Wild (NED)            | 1re                       |

| Boels Dolmans DLT | Boels Dolmans DLT               | Boels Dolmans DLT |
| ----------------- | ------------------------------- | ----------------- |
| Num               | Coureuse                        | Pos               |
| 1                 | Amy Pieters (NED)               | 28e               |
| 2                 | Jip van den Bos (NED)           | 46e               |
| 3                 | Eva Buurman (NED)               | 47e               |
| 4                 | Amalie Dideriksen (DEN) (route) | 16e               |
| 5                 | Christine Majerus (LUX) (route) | 25e               |
| 6                 | Skylar Schneider (USA)          | 75e               |

| Lotto Soudal Ladies LSL | Lotto Soudal Ladies LSL    | Lotto Soudal Ladies LSL |
| ----------------------- | -------------------------- | ----------------------- |
| Num                     | Coureuse                   | Pos                     |
| 11                      | Annelies Dom (BEL) (route) | 33e                     |
| 12                      | Kelly Van den Steen (BEL)  | 32e                     |
| 13                      | Alana Castrique (BEL)      | 61e                     |
| 14                      | Chantal Hoffmann (LUX)     | 91e                     |
| 15                      | Lotte Kopecky (BEL)        | 3e                      |
| 16                      | Nguyễn Thị Thật (VIE)      | 31e                     |

| Alé Cipollini ALE | Alé Cipollini ALE             | Alé Cipollini ALE |
| ----------------- | ----------------------------- | ----------------- |
| Num               | Coureuse                      | Pos               |
| 21                | Jelena Erić (SRB)             | 96e               |
| 22                | Chloe Hosking (AUS)           | 14e               |
| 23                | Diana Peñuela (COL)           | 62e               |
| 24                | Romy Kasper (GER)             | 86e               |
| 25                | Anna Trevisi (ITA)            | 55e               |
| 26                | Marjolein van 't Geloof (NED) | 40e               |

| Astana Women's Team ASA | Astana Women's Team ASA      | Astana Women's Team ASA |
| ----------------------- | ---------------------------- | ----------------------- |
| Num                     | Coureuse                     | Pos                     |
| 31                      | Amiliya Iskakova (KAZ)       | 104e                    |
| 32                      | Olga Shekel (UKR) (route)    | 56e                     |
| 33                      | Jeidy Pradera (CUB)          | 107e                    |
| 34                      | Natalya Saifutdinova (KAZ)   | 74e                     |
| 35                      | Lizbeth Salazar (MEX)        | 36e                     |
| 36                      | Arlenis Sierra (CUB) (route) | 9e                      |

| Bigla BIG | Bigla BIG                     | Bigla BIG |
| --------- | ----------------------------- | --------- |
| Num       | Coureuse                      | Pos       |
| 41        | Elizabeth Banks (GBR)         | AB        |
| 42        | Nicole Hanselmann (SUI)       | 65e       |
| 43        | Martina Alzini (ITA)          | 102e      |
| 44        | Julie Norman Leth (DEN)       | 12e       |
| 45        | Maria Vittoria Sperotto (ITA) | 27e       |

| BTC City Ljubljana BTC | BTC City Ljubljana BTC   | BTC City Ljubljana BTC |
| ---------------------- | ------------------------ | ---------------------- |
| Num                    | Coureuse                 | Pos                    |
| 51                     | Maaike Boogaard (NED)    | 83e                    |
| 52                     | Anja Longyka (SLO)       | AB                     |
| 53                     | Anastasia Chursina (RUS) | 41e                    |
| 54                     | Hayley Simmonds (GBR)    | 105e                   |
| 55                     | Mia Radotić (CRO)        | 30e                    |
| 56                     | Monique van de Ree (NED) | 64e                    |

| Canyon-SRAM Racing CSR | Canyon-SRAM Racing CSR | Canyon-SRAM Racing CSR |
| ---------------------- | ---------------------- | ---------------------- |
| Num                    | Coureuse               | Pos                    |
| 61                     | Alice Barnes (GBR)     | 94e                    |
| 62                     | Tiffany Cromwell (AUS) | 18e                    |
| 63                     | Tanja Erath (GER)      | 110e                   |
| 64                     | Lisa Klein (GER)       | 15e                    |
| 65                     | Rotem Gafinovitz (ISR) | 108e                   |
| 66                     | Alexis Magner (USA)    | 97e                    |

| CCC-Liv CCC | CCC-Liv CCC                    | CCC-Liv CCC |
| ----------- | ------------------------------ | ----------- |
| Num         | Coureuse                       | Pos         |
| 71          | Marianne Vos (NED)             | 10e         |
| 72          | Valerie Demey (BEL)            | 53e         |
| 73          | Evy Kuijpers (NED)             | 101e        |
| 74          | Marta Lach (POL)               | 103e        |
| 75          | Agnieszka Skalniak-Sójka (POL) | 48e         |

| Doltcini-Van Eyck Sport DVE | Doltcini-Van Eyck Sport DVE     | Doltcini-Van Eyck Sport DVE |
| --------------------------- | ------------------------------- | --------------------------- |
| Num                         | Coureuse                        | Pos                         |
| 81                          | Daniela Reis (POR) (route)      | 43e                         |
| 82                          | Pascale Jeuland-Tranchant (FRA) | 29e                         |

| Sans équipe ___ | Sans équipe ___    | Sans équipe ___ |
| --------------- | ------------------ | --------------- |
| Num             | Coureuse           | Pos             |
| 83              | Kelly Markus (NED) | 50e             |

| Doltcini-Van Eyck Sport DVE | Doltcini-Van Eyck Sport DVE | Doltcini-Van Eyck Sport DVE |
| --------------------------- | --------------------------- | --------------------------- |
| Num                         | Coureuse                    | Pos                         |
| 84                          | Victoire Berteau (FRA)      | 87e                         |
| 85                          | Saartje Vandenbroucke (BEL) | 89e                         |
| 86                          | Séverine Eraud (FRA)        | AB                          |

| FDJ-Nouvelle Aquitaine-Futuroscope FDJ | FDJ-Nouvelle Aquitaine-Futuroscope FDJ | FDJ-Nouvelle Aquitaine-Futuroscope FDJ |
| -------------------------------------- | -------------------------------------- | -------------------------------------- |
| Num                                    | Coureuse                               | Pos                                    |
| 91                                     | Charlotte Becker (GER)                 | 54e                                    |
| 92                                     | Charlotte Bravard (FRA)                | 57e                                    |
| 93                                     | Coralie Demay (FRA)                    | 72e                                    |
| 94                                     | Emilia Fahlin (SWE) (route)            | 8e                                     |
| 95                                     | Lauren Kitchen (AUS)                   | 44e                                    |
| 96                                     | Greta Richioud (FRA)                   | 51e                                    |

| Health Mate-Ladies Team HMT | Health Mate-Ladies Team HMT   | Health Mate-Ladies Team HMT |
| --------------------------- | ----------------------------- | --------------------------- |
| Num                         | Coureuse                      | Pos                         |
| 101                         | Sara Mustonen (SWE)           | 49e                         |
| 102                         | Christina Schweinberger (AUT) | 93e                         |
| 103                         | Kathrin Schweinberger (AUT)   | 21e                         |
| 104                         | Laura Süßemilch (GER)         | 70e                         |
| 105                         | Kirstie van Haaften (NED)     | 85e                         |
| 106                         | Kylie Waterreus (NED)         | 67e                         |

| Mitchelton-Scott MTS | Mitchelton-Scott MTS  | Mitchelton-Scott MTS |
| -------------------- | --------------------- | -------------------- |
| Num                  | Coureuse              | Pos                  |
| 111                  | Jessica Allen (AUS)   | 99e                  |
| 112                  | Gracie Elvin (AUS)    | 52e                  |
| 113                  | Grace Brown (AUS)     | 112e                 |
| 114                  | Sarah Roy (AUS)       | 23e                  |
| 115                  | Amanda Spratt (AUS)   | 98e                  |
| 116                  | Moniek Tenniglo (NED) | 80e                  |

| Movistar Team MOV | Movistar Team MOV      | Movistar Team MOV |
| ----------------- | ---------------------- | ----------------- |
| Num               | Coureuse               | Pos               |
| 121               | Paula Patiño (COL)     | 92e               |
| 122               | Roxane Fournier (FRA)  | 11e               |
| 123               | Sheyla Gutiérrez (ESP) | 77e               |
| 124               | Gloria Rodríguez (ESP) | 76e               |
| 125               | Lourdes Oyarbide (ESP) | 106e              |
| 126               | Alba Teruel (ESP)      | 66e               |

| Parkhotel Valkenburg PHV | Parkhotel Valkenburg PHV  | Parkhotel Valkenburg PHV |
| ------------------------ | ------------------------- | ------------------------ |
| Num                      | Coureuse                  | Pos                      |
| 131                      | Roxane Knetemann (NED)    | 68e                      |
| 132                      | Sofie De Vuyst (BEL)      | 63e                      |
| 133                      | Sylvie Swinkels (NED)     | 109e                     |
| 134                      | Loes Adegeest (NED)       | AB                       |
| 135                      | Janine van der Meer (NED) | 42e                      |
| 136                      | Lorena Wiebes (NED)       | 2e                       |

| Sunweb SUN | Sunweb SUN               | Sunweb SUN |
| ---------- | ------------------------ | ---------- |
| Num        | Coureuse                 | Pos        |
| 141        | Susanne Andersen (NOR)   | 5e         |
| 142        | Lucinda Brand (NED)      | AB         |
| 143        | Leah Kirchmann (CAN)     | 26e        |
| 144        | Floortje Mackaij (NED)   | AB         |
| 145        | Pernille Mathiesen (DEN) | 111e       |
| 146        | Julia Soek (NED)         | 84e        |

| Tibco-Silicon Valley Bank TIB | Tibco-Silicon Valley Bank TIB | Tibco-Silicon Valley Bank TIB |
| ----------------------------- | ----------------------------- | ----------------------------- |
| Num                           | Coureuse                      | Pos                           |
| 151                           | Brodie Chapman (AUS)          | 45e                           |
| 152                           | Lauren Stephens (USA)         | 90e                           |
| 153                           | Alison Jackson (CAN)          | 19e                           |
| 154                           | Nina Kessler (NED)            | 17e                           |
| 155                           | Kendall Ryan (USA)            | 22e                           |
| 156                           | Rozanne Slik (NED)            | 60e                           |

| Virtu Cycling Women TVC | Virtu Cycling Women TVC         | Virtu Cycling Women TVC |
| ----------------------- | ------------------------------- | ----------------------- |
| Num                     | Coureuse                        | Pos                     |
| 161                     | Marta Bastianelli (ITA) (route) | 7e                      |
| 162                     | Sofia Bertizzolo (ITA)          | 73e                     |
| 163                     | Barbara Guarischi (ITA)         | 38e                     |
| 164                     | Mieke Kröger (GER)              | 95e                     |
| 165                     | Christina Siggaard (DEN)        | 35e                     |
| 166                     | Katarzyna Pawłowska (POL)       | 69e                     |

| Valcar Cylance VAL | Valcar Cylance VAL              | Valcar Cylance VAL |
| ------------------ | ------------------------------- | ------------------ |
| Num                | Coureuse                        | Pos                |
| 171                | Elisa Balsamo (ITA)             | 6e                 |
| 172                | Marta Cavalli (ITA) (route)     | 13e                |
| 173                | Maria Giulia Confalonieri (ITA) | 20e                |
| 174                | Silvia Persico (ITA)            | 71e                |
| 175                | Silvia Pollicini (ITA)          | 59e                |
| 176                | Ilaria Sanguineti (ITA)         | 24e                |

| Trek-Segafredo TFS | Trek-Segafredo TFS          | Trek-Segafredo TFS |
| ------------------ | --------------------------- | ------------------ |
| Num                | Coureuse                    | Pos                |
| 181                | Lauretta Hanson (AUS)       | 81e                |
| 182                | Lotta Lepistö (FIN) (route) | 4e                 |
| 183                | Letizia Paternoster (ITA)   | 37e                |
| 184                | Ellen van Dijk (NED)        | 58e                |
| 185                | Elisa Longo Borghini (ITA)  | 82e                |
| 186                | Trixi Worrack (GER)         | 100e               |

| WNT-Rotor Pro Cycling WNT | WNT-Rotor Pro Cycling WNT     | WNT-Rotor Pro Cycling WNT |
| ------------------------- | ----------------------------- | ------------------------- |
| Num                       | Coureuse                      | Pos                       |
| 191                       | Lisa Brennauer (GER)          | 34e                       |
| 192                       | Claudia Koster (NED)          | 39e                       |
| 193                       | Gabrielle Pilote Fortin (CAN) | 88e                       |
| 194                       | Sarah Rijkes (AUT)            | 79e                       |
| 195                       | Lea Lin Teutenberg (GER)      | 78e                       |
| 196                       | Kirsten Wild (NED)            | 1re                       |

## Organisation
La course est organisée par le Koninklijke Veloclub Panne Sportief dirigé par Bruno Dequeecker.